# Prada muntanyesa i mont alt d'Etiòpia
L'ecoregió de prada muntanyesa i mont alt d'Etiòpia és una ecorregió de l'ecozona afrotropical, definida per WWF, situada a Etiòpia i Eritrea; el seu extrem nord penetra en Sudan.
Juntament amb l'ecoregió de l'erm muntanyés d'Etiòpia forma la regió del Massís Etíop, inclosa en la llista Global 200 del WWF.

## Descripció
És una ecoregió de prada de muntanya amb una extensió de 245.400 quilòmetres quadrats. Ocupa l'àrea entre els 1.800 i els 3.000 msnm del Massís Etíop, a Etiòpia i Eritrea, amb dos menuts enclavaments més al nord, en l'extrem sud de les muntanyes Itbay, en Eritrea i el sud-est del Sudan. A menor altitud es troba la selva muntanyesa d'Etiòpia, i per sobre dels 3.000 metres, l'erm muntanyès d'Etiòpia.

## Flora
La seva vegetació natural es compon de selves tancades en les zones humides i prades i mont baix en les més seques, però queda molt poc d'aquesta vegetació original. Les zones de forest baixa abunden en Podocarpus falcatus i Juniperus procera, generalment amb Hagenia abyssinica. La selva de Harenna és una selva humida i tancada d'Aningeria i Olea coberta per lianas i epífites. Per sobre dels 2.400 msnm es troba una zona arbustiva amb Hagenia, Schefflera i lobelies gegants. La selva sempre verda de les muntanyes de Simen, entre 2.300 i 2.700 msnm, està dominada per Syzygium guineense, Juniperus procera i Olea africana.